# Tom-H@ck
Tom-H@ck(일본어: トム-ハック 도무 핫쿠[*], 1985년 5월 13일 ~ )은 일본의 음악가, 작곡가, 편곡가이다. 미야기현 이시노마키시 출신으로, 본명은 오시마 도모히로(일본어: 大嶋文博)이다.